# Crocidura fuliginosa
Crocidura fuliginosa is een zoogdier uit de familie van de spitsmuizen (Soricidae). De wetenschappelijke naam van de soort werd voor het eerst geldig gepubliceerd door Blyth in 1856.